# أثناسيوس السابع بن قطر
أثناسيوس السابع بن قطر كان بطريرك أنطاكية ورئيس الكنيسة السريانية الأرثوذكسية من عام 1139 حتى وفاته في عام 1166.

## السيرة
في عام 1139، انتخب مجمع من اثني عشر أسقفًا ورسموا الشماس يشوع بن قطر بطريركًا في مدينة آمد، وواجه ضغوطًا من حاكم المدينة المسلم الذي أيّد أسقفًا آخر بسبب خوفه من تحالف البطريرك مع الصليبيين، مما دفعه إلى تبني اسم أثناسيوس. زعمت مجموعة داخل الكنيسة، بما في ذلك أسقف جيهان، أن الرسامة كانت ضد شرائع الكنيسة وقذفت أثناسيوس أمام جوسلين الثاني، كونت الرها (حامية صليبية فرنجية). واقترح أعضاء الكتلة أن يعقد جوسلين مجمعاً آخر لانتخاب بطريرك جديد وفقاً لقوانين الكنيسة السريانية الأرثوذكسية. استدعى الكونت تيموثاوس، أسقف جرجر، وهي مدينة ضمن نطاقه، إلى صمصاد لسماع مشورته، حيث قدم تيموثاوس دعمه لأثناسيوس. ومع ذلك، منع جوسلين إعلان أثناسيوس بطريركًا في جميع أنحاء مقاطعة الرها لأنه لم يقدم الاحترام للكونت.
ثم سافر أثناسيوس بعد ذلك من مدينة مليتين إلى دير مار بن صوما [الإنجليزية] المجاور. واستمر جوسلين الثاني في التدخل في شؤون الكنيسة حيث أعلن باسيليوس بار شومانا، أسقف كيسوم، أسقفًا على الرها. وقد ثبت البطريرك بار شومان أسقفاً على الرها، ورسم مكانه إيليا أسقفًا على كيسوم، الذي اتخذ اسم يوحنا. وفي المقابل، تلقى يوحنا الأدوات الطقسية اللازمة لتكريس بطريرك جديد كان جوسلين قد استولى عليها من دير مار برسوم في عام 1129. التقى أثناسيوس وتصالح مع جوسلين الثاني والأساقفة الذين عارضوه في تل باشر، عاصمة مقاطعة الرها، في أوائل عام 1144، بعد عودة جوسلين من تتويج بالدوين الثالث في القدس في ديسمبر 1143. التقى باسيليوس بار شومان وأثناسيوس لاحقًا في آمد ورُسِم أسقفًا على سيبابيرك، وهي أبرشية داخل أبرشية الرها، حيث حُرم من منصبه بعد سقوط الرها في ديسمبر 1144.
في عهد أثناسيوس كبطريرك، تعرض دير بن برسوم للنهب في 18 حزيران 1148 على يد الصليبي الفرنجي جوسلين الثاني، الذي كان يفتقر بشدة إلى الأموال، فسرق يد ابن برسوم، أغلى ممتلكات الدير، وأسر خمسين راهبًا. ولم يُسمح للرهبان فيما بعد بالعودة إلى الدير إلا بعد دفع فدية قدرها 10 آلاف دينار في أغسطس/آب 1148، وأُعيدت بعض الآثار بتكلفة إضافية قدرها 5 آلاف دينار في ديسمبر/كانون الأول 1150. في 9 كانون الأول 1157، حضر أثناسيوس، برفقة بلدوين الثالث ملك القدس، وإيمري من ليموج [الإنجليزية] ، بطريرك اللاتين في أنطاكية، وثوروس الثاني، سيد كيليكيا، وميخائيل رابو، رئيس دير مار برصوم والخليفة المستقبلي لأثناسيوس، وآخرين، تكريس كنيسة جديدة في أنطاكية. واستمر البطريرك في إدارة الكنيسة السريانية الأرثوذكسية حتى وفاته عام 1166.

## فهرس
- MacEvitt، Christopher (2010). The Crusades and the Christian World of the East: Rough Tolerance. University of Pennsylvania Press. ISBN:978-0812202694.
- Moosa، Matti (2003). "A Sketch of Syriac Sources on the Crusades". The Crusades: Other Experiences, Alternate Perspectives. Global Academic Publishing. ISBN:9781586842512.
- Moosa، Matti (2008). "The Franks and the Syrian Christians". The Crusades: Conflict Between Christendom and Islam. Gorgias Press. مؤرشف من الأصل في 2017-03-28. اطلع عليه بتاريخ 2017-03-29.